# Nixa

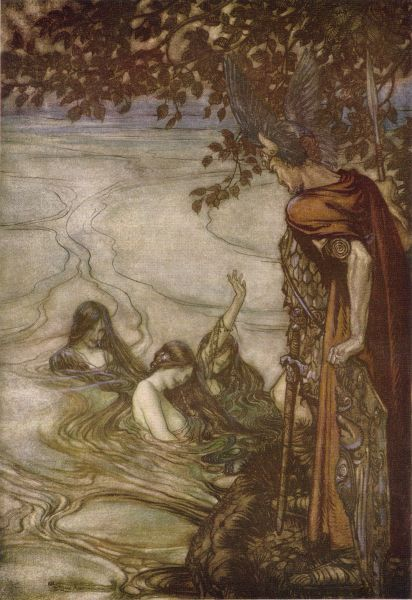
Rhendöttrarna och Siegfried

Nixor är kvinnliga vattenandar i mellaneuropeisk folktradition. Kännetecknande för nixorna är att de bringar människorna fara, skada och död. Ofta bedårar eller förför de män och dra ner dem i djupet av floder och hav. Men ibland varnar de (förgäves) också för faror.
Till de mest kända nixorna hör:
- Sirenerna i grekisk mytologi som lockade sjöfarare till skeppsbrott med vackra sånger.
- Lorelei, som lockar flodfarare i fördärvet på liknande vis.
- Rhendöttrarna i Richard Wagners opera Nibelungens ring.

Nixor förekommer också i många sägner, folksagor och dikter, bland annat av bröderna Grimm, Eduard Mörike och Goethe. De framträder också i den slaviska sagan Rusalka. 
Ordet nixa är en parallellbildning till tyska Nixe, engelska nixie, franska nixe och äldre danska nikse.